# Última Ceia (El Greco)
Última Ceia é uma pintura de 1568 do pintor grego, escultor e arquiteto do Renascimento espanhol Doménikos Theotokópoulos (1541-1614), mais conhecido como El Greco.
A obra está atualmente reunida na Pinacoteca Nacional de Bolonha.

## Temática
A Última Ceia, muito retratada na arte cristã foi a última refeição que, de acordo com os cristãos, Jesus dividiu com seus apóstolos em Jerusalém antes de sua crucificação. Ela é a base escritural para a instituição da Eucaristia, também conhecida como "Comunhão". A Última Ceia foi relatada pelos quatro evangelhos canônicos em Mateus 26:17–30, Marcos 14:12–26, Lucas 22:7–39 e João 13:1 até João 17:26. Além disso, ela aparece também em I Coríntios 11:23–26. O evento é comemorado na chamada Quinta-feira Santa.

## Descrição
El Greco aqui adota uma perspectiva frontal de cima tão ousada que o pequeno volume da sala parece estar suspenso no ar e os personagens à beira de tombar sobre o espectador. 
A cena num espaço com vários quadriculados vermelhos e pretos. As figuras estão dispostas em torno de uma mesa coberta com uma toalha de mesa. Uma exceção é feita à estrutura bem projetada de Jesus Cristo com seu manto vermelho, que se torna uma luz poderosa. A atitude dos apóstolos é enriquecida com diferentes padrões e cores orientais, mas as pinceladas rápidas prefiguram uma das características mais marcantes de toda a produção do artista.